# Прогони
Прого́ни —  село в Україні, у Сосницькій селищній громаді Корюківського району Чернігівської області. Населення становить 3 людини у 2024 році. До 2020 орган місцевого самоврядування — Змітнівська сільська рада.

## Історія
На мапі Шуберта 1832 р. - х.Прагони.
12 червня 2020 року, відповідно до розпорядження Кабінету Міністрів України № 730-р «Про визначення адміністративних центрів та затвердження територій територіальних громад Чернігівської області», увійшло до складу Сосницької селищної громади.
19 липня 2020 року, в результаті адміністративно-територіальної реформи та ліквідації Сосницького району, увійшло до складу Корюківського району Чернігівської області.